# Осязательный интерфейс пользователя
Осяза́тельный интерфе́йс по́льзователя (также материа́льный интерфейс пользователя; англ. tangible user interface, TUI) — это разновидность интерфейса пользователя, в котором взаимодействие человека с электронными устройствами происходит при помощи материальных предметов и конструкций.
Профессор Хироси Исии из Массачусетского технологического института (МТИ, MIT) (США) — один из первопроходцев осязательных интерфейсов пользователя и глава группы разработчиков осязательных систем. Его особое видение ОИП, т. н. материальные биты — попытка придать цифровой информации физическое обличье, делая биты осязаемыми и потому доступными напрямую. При этом преследуется цель неразрывно связать такие разные сущности, как миры битов и атомов.

## Примеры
Самым простым примером осязательного пользовательского интерфейса является компьютерная мышь: движение мыши по плоской поверхности стола соответственно перемещает указатель на экране. Существует точная связь между движениями цифрового указателя на экране с движениями физической мыши. Другие примеры включают:
- Шаровой (Мраморный) автоответчик Дюрелла Бишопа (1992)[2][3]. Мраморные шарики представляет собой каждый одно сообщение, оставленное на автоответчике. Перемещение шарика в специальную выемку воспроизводит связанное с ним сообщение или вызывает звонившего.
- Cистема Топобо[4]. Блоки её напоминают элементы конструктора LEGO, которые могут соединяться вместе, но в то же время перемещаться самостоятельно за счёт моторчиков. Можно тянуть, толкать или поворачивать эти элементы; они запомнят эти действия и способны в дальнейшем их воспроизвести.
- Такие реализации столов с осязательным интерфейсом как metaDESK и reactable позволяет пользователю манипулировать нарисованными объектами или пером набросать рисунок на чувствительном столе. Используя предварительно запрограммированные «жесты», можно клонировать картинку или растягивать по двум осям, как в программе рисования.
- jive - реализация TUI, специально созданная, чтобы быть более доступным для пожилых пользователей. Жесты  «друга» также могут использоваться для активации различных взаимодействий с продуктом[5].
- В лаборатории MIT Media Lab разработали интерактивные модульные устройства (кубики) Siftable (коммерческое название Sifteo), которые в состоянии воспроизводить графические изображения, определять характер собственного положения в пространстве и взаимодействовать с другими модулями, равно как и с иными компьютерами, и из популяции которых, по идее изобретателей, можно будет строить принципиально иные компьютерные интерфейсы, нежели мышь и клавиатура. Ввод информации в компьютер происходит при совмещении кубиков, их наклоне, тряске, повороте: каждый «кубик» Siftable оснащен цветным дисплеем, с четырёх сторон устройства имеются инфракрасные порты (для связи с другими модулями), для связи с компьютером используется модуль Bluetooth, для хранения изображений и других данных используется флэш-память, имеется акселерометр для отслеживания перемещения по трём осям, встряхивания, наклона и других изменений его пространственного положения)[6][7].
- WOWCube (разработка калифорнийской компании)[8], который позволяет играть в игры в смешанной реальности, на поверхности трехмерной головоломки[9].